# Partido Comunista da Austrália (1971)
O Partido Comunista da Austrália (PCA) é um partido comunista na Austrália. Foi fundado em 1971 como Partido Socialista da Austrália (PSA) e adotou seu nome atual em 1996. O partido foi estabelecido por ex-membros do Partido Comunista da Austrália original que renunciaram ou foram expulsos devido a divergências internas sobre a invasão do Pacto de Varsóvia da Tchecoslováquia e a adoção do eurocomunismo pelo partido. O partido teve sua primeira e única vitória eleitoral em 2012, quando conquistou uma cadeira no Conselho Municipal de Auburn, que ocupou até 2016.